# Jump明星終極大亂鬥
《Jump明星終極大亂鬥》任天堂DS平台的一個動作遊戲，於2006年11月23日發行，為2005年8月8日發行的Jump明星超級大亂鬥的繼承作品。
此電子遊戲集合了日本杂志《週刊少年Jump》刊登的41部漫畫中的角色，共305人。

## 遊戲系統
遊戲主要以傳統的十字鍵及按鈕、並搭配任天堂DS特色之一的輕觸式螢幕以進行遊戲。遊戲分為故事模式、排名模式以及問答遊戲等，並支援Wi-Fi網絡對戰功能。玩者需在4x5大小的空格內放置不同角色漫畫格組合成卡組以進行遊戲，並需最少配置戰鬥角色（4-8格）、支援角色（2-3格）及援助角色（1格純角色）各一才能使用，而不同角色則通常需以通關的方式獲得。
另外，本作使用了角色進化系統，不同於前作採用漫畫格合併的形式獲得新人物，而是以在戰鬥中獲得的點數為角色進化，從而獲得更強的人物或隱藏關卡。